# Nazionale maschile di rugby a 15 del Brunei
La nazionale di rugby XV del Brunei è inclusa nel terzo livello del rugby internazionale. La squadra deve ancora fare debutto nella Coppa del mondo di rugby.

## Storia
Il rugby a 15, giocato da 105 paesi nel mondo, è giocato in Brunei fin dal 1950.
La Brunei Rugby Union è stata fondata nel 1977, affiliata alla Rugby Football Union. Da quel momento, il Brunei ha inviato regolarmente squadre per partecipare alle competizioni regionali di rugby a 7, in particolare la SCC Sevens a Singapore e la prestigiosa Hong Kong Sevens.
Da quando è entrata a far parte della Asian Rugby Football Union, la squadra di rugby del Brunei ha preso parte a numerose competizioni internazionali. Sebbene attualmente stia registrando un rapporto vittorie-sconfitte piuttosto sfavorevole nella scena internazionale del rugby, il rugby bruneiano è in continuo miglioramento con gli sforzi concentrati nello sviluppo dei giocatori giovanili attraverso la squadra Under 19.
La squadra del Brunei gioca nella 6ª Divisione asiatica insieme a Indonesia, Cambogia e Laos.

## Squadra Under-19
La Nazionale di Rugby Under 19 del Brunei è vista come una piattaforma da cui la Brunei Rugby Football Union cerca di sviluppare giocatori giovani per la squadra maggiore. Attualmente, la squadra Under 19 ha giocato in due tornei asiatici Under 19 di rugby (a settembre 2007) a Lahore, in Pakistan e Taipei, in Taiwan.
La prima partita della squadra under-19 è stata giocata contro la squadra under-19 pakistana al Fortress Stadium di Lahore. Il Brunei ne è uscito vittorioso con un punteggio di 14-5.  Lo stile di gioco aperto e frenetico è diventato un marchio di fabbrica del team bruneiano, sebbene sia stato sottoposto a pesanti critiche per aver sacrificato la forma e la disciplina in favore di tentativi rapidi consumanti molta energia.

### Rosa Giocatori
Manager: Stuart Alpe
Coach: Tim Liam, Shafeek Kamalie
- Muhd Khairuddeen bin D.P Haji Hamzah
- Hj Mohd Azmiee Hj Mohd Sunnylai
- Adrin Anak Salanjat
- Yeo Hock Wee
- Mohd Halim Mustaffa
- Emmanuel bin Surat
- Mohd Zulfadhli bin Haji Md Jali
- Abd Amir bin Matjaneh
- Ak Abd Muiz Pg Hj Abd Rahman
- Muhammed Raushan Mohd Yuzer
- Lim Shen Quan
- Md Isa bin Haji Mohamad
- Dinlee Ak Apo
- Faridzul Daud Ak Dumi
- Rangga Ak Tinggi
- Christian Daniel Wong Kim Him
- Md Hanafi Yusof
- Mohd Farhan Hj Ismail
- Mohd Sallihen Hj Bujang
- Samuel Tan Yon Xiang
- Ak Muhd Zulhilmi Pg Suhaimi
- Muhammad Aziman bin Awang Nasir